# NGC 6462
NGC 6462 ist eine Balken-Spiralgalaxie vom Hubble-Typ SABbc im Sternbild Drache am Nordsternhimmel, die schätzungsweise 523 Millionen Lichtjahre von der Milchstraße entfernt ist.
Das Objekt wurde am 5. Juni 1885 von Lewis A. Swift entdeckt.